# (400310) 2007 TX185
(400310) 2007 TX185 es un asteroide perteneciente al cinturón de asteroides, descubierto el 13 de octubre de 2007 por el equipo del Lincoln Near-Earth Asteroid Research desde el Laboratorio Lincoln, Socorro, Nuevo México, Estados Unidos.

## Designación y nombre
Designado provisionalmente como 2007 TX185.

## Características orbitales
2007 TX185 está situado a una distancia media del Sol de 2,407 ua, pudiendo alejarse hasta 2,867 ua y acercarse hasta 1,947 ua. Su excentricidad es 0,191 y la inclinación orbital 2,963 grados. Emplea 1364,38 días en completar una órbita alrededor del Sol.

## Características físicas
La magnitud absoluta de 2007 TX185 es 17,4.